# Nicolás Zúñiga y Miranda

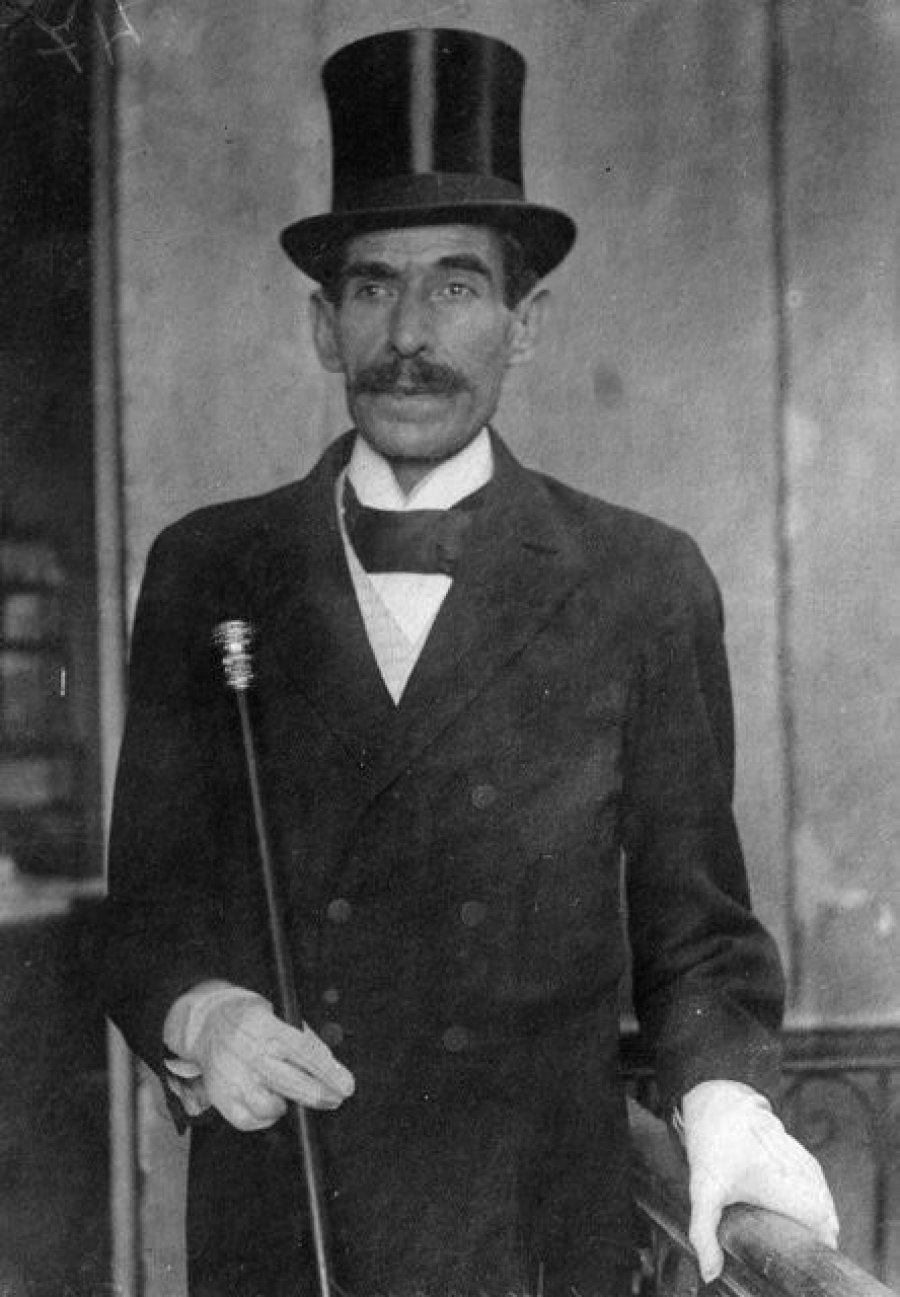
Nicolás Zúñiga y Miranda

Nicolás Zúñiga y Miranda (Zacatecas, 1865 - Mexico-Stad, 1925) was een  Mexicaans excentriekeling die vooral bekend was als 'eeuwige kandidaat' in de presidentsverkiezingen, waarvan hij zichzelf altijd als winnaar beschouwde.
Zúñiga was afgestudeerd als advocaat maar raakte bekend toen hij op 22-jarige leeftijd beweerde een machine uitgevonden te hebben die aardbevingen kon voorspellen, en er - door geluk of wijsheid - ook daadwerkelijk in slaagde een aardbeving die Mexico-Stad in 1887 trof van tevoren aan te kondigen. Hierna richtte hij een aantal kortlopende tijdschriften op waarin hij poogde natuurrampen en andere gebeurtenissen - waaronder het einde der tijden - te voorspellen, zonder veel succes.
Hij was bijna uit de openbare aandacht verdwenen toen hij zich in 1892 als 'kandidaat van het volk' verkiesbaar stelde voor het presidentschap. Mexico werd in die tijd geregeerd door Porfirio Díaz, die regeerde als een dictator en keer op keer herkozen werd in verkiezingen die slechts een formaliteit waren. Zúñiga meende de verkiezingen in 1892 gewonnen te hebben en protesteerde tegen de vermeende verkiezingsfraude. Hierom werd hij gearresteerd en 25 dagen gevangen gehouden in eenzame opsluiting. Nadat hij werd vrijgelaten benoemde hij zichzelf tot 'legitiem president'. Hij omgorde zichzelf met een presidentiële sjerp en geloofde naar verluidt echt dat hij door het Mexicaanse volk was verkozen en erkend als president. Ook in 1896, 1900, 1904 in 1910 nam hij het in de verkiezingen op tegen Díaz, met iedere keer dezelfde uitslag: hij kreeg weinig stemmen, constateerde dat er gefraudeerd was en verklaarde zichzelf president. Hij werd een populaire en graag geziene figuur in de Mexicaanse hoofdstad en de regering-Díaz liet hem verder zijn gang gaan, hem beschouwend als een gek die eerder vermakelijk dan gevaarlijk was. Wanneer hij in restaurants of andere openbare gelegenheden kwam, behandelden de Mexicanen hem alsof hij daadwerkelijk president was. Zúñiga kleedde zich als een gentleman, hij had steevast een bolhoed op en handschoenen aan, droeg een monocle en rookte een pijp.
In 1910, nadat onder leiding van Francisco I. Madero de Mexicaanse Revolutie was uitgebroken naar aanleiding van de zoveelste herverkiezing, bood Zúñiga aan te bemiddelen tussen Madero en Díaz. Na de omverwerping en moord op Madero door Victoriano Huerta beklaagde hij zich over het feit dat Huerta de verkiezingen voor het Congres van de Unie had laten annuleren, omdat hij juist van plan was zich daarvoor kandidaat te stellen.
Na de revolutie nam Zúñiga wederom deel aan de presidentsverkiezingen: in 1917 tegen Venustiano Carranza en in 1920 tegen Álvaro Obregón. Hij wist nooit meer dan een paar duizend stemmen te halen, maar bleef populair en gold als herinnering aan het feit dat Mexico na de revolutie niet veel democratischer was geworden. Bij de verkiezingen van 1920 diende een kleine republikeinse partij een verzoek in de stemmen voor Álvaro Obregón en Alfredo Robles Domínguez, die tweede was geëindigd, wegens hun omverwerping van de grondwettelijke president Carranza een paar maanden eerder ongeldig te verklaren, waardoor Zúñiga als derde in de uitslag de winnaar zou worden. Dit verzoek werd afgewezen, Tijdens het presidentschap van Obregón poogde hij vergeefs afgevaardigde te worden. Bij zijn laatste verkiezingsdeelname in 1924 beklaagde hij erover met de dood bedreigd te zijn door aanhangers van de officiële kandidaat Plutarco Elías Calles. Hij overleed een jaar later. Zijn begrafenis werd door duizenden Mexicanen bijgewoond.
Zúñiga's proclamatie tot legitiem president zou later nagedaan worden door José Vasconcelos (1929), Juan Andrew Almazán (1940), Manuel Clouthier (1988), Andrés Manuel López Obrador (2006) en, als 'legitiem gouverneur', Salvador Nava (1991), allen kandidaten die meenden het slachtoffer te zijn van verkiezingsfraude. Zúñiga heeft een prominente plek in het schilderij Droom van een zondagmiddag in het Alameda van Diego Rivera en kwam ook voor in de film México de mis recuerdos uit 1943, waarin zijn rol werd vertolkt door Max Langler, terwijl Rodrigo Borja Torres in 1999 een historische roman over Zúñiga's leven schreef.